# Victor d'Adhémar
Victor d'Adhémar, né le 21 février 1836 à Toulouse et mort le 1er septembre 1906, est un écrivain et dramaturge français.

## Biographie
Marie Victor d'Adhémar de Cransac est le fils de  Joseph, comte d'Adhémar de Cransac, et de Pauline de Chastenet de Puységur (sœur d'Auguste de Puységur). Gendre de Charles-François-Armand de Bancalis de Maurel d'Aragon, il est le père de l'amiral  Guillaume d’Adhémar de Cransac.
Il a contribué à l'enrichissement des collections du Muséum de Toulouse.

## Publications
- Les loups (1906)
- Mirages algériens. Le Voyage pratique (1900)
- Les Fibres secrètes (1895)
- Études littéraires. Sainte-Beuve et sa critique, par le comte V. d'Adhémar. Extrait du Correspondant
- Mirages algériens. Le Voyage pratique (1880)
- Éloge du vicomte de Raynaud (1873)
- Hermann, étude poétique (1865)
- Remerciements à l'Académie des Jeux floraux (1863)

## Sources
- Éloge de M. le comte Victor d'Adhémar, Académie des Jeux floraux, 1909
- Georges d'Heylli, Dictionnaire des pseudonymes, 1887
- Hyacinthe Carrère, Jules de Lahondès, Les Soréziens du siècle, 1800-1900, 1902
- Philippe Wolff, Les Toulousains dans l'histoire, 1984